# Theriophonum
Theriophonum é um género botânico pertencente à família Araceae.

## Espécies
O género Theriophonum inclui as seguintes espécies:
- Theriophonum crenatum
- Theriophonum fuscheri
- Theriophonum indicum
- Theriophonum minutum
- Theriophonum uniseriatum
- Theriophonum wightii